# Aseptis binotata
Aseptis binotata är en fjärilsart som beskrevs av Walker 1865. Aseptis binotata ingår i släktet Aseptis och familjen nattflyn. Inga underarter finns listade i Catalogue of Life.